# The Machinations of Dementia
Albums de Blotted Science
The Animation of Entomology
(2011)
The Machinations of Dementia est le premier album studio du supergroupe de death metal technique américain Blotted Science sorti le 18 septembre 2007.

## Liste des titres
| No  | Titre                       | Musique | Durée |
| --- | --------------------------- | ------- | ----- |
| 1.  | Synaptic Plasticity         |         | 5:57  |
| 2.  | Laser Lobotomy              |         | 5:22  |
| 3.  | Brain Fingerprinting        |         | 3:35  |
| 4.  | Oscillation Cycles          |         | 1:39  |
| 5.  | Activation Synthesis Theory |         | 8:10  |
| 6.  | R.E.M.                      |         | 1:12  |
| 7.  | Night Terror                |         | 4:52  |
| 8.  | Bleeding in the Brain       |         | 4:57  |
| 9.  | Vegetation                  |         | 1:29  |
| 10. | Narcolepsy                  |         | 2:54  |
| 11. | E.E.G. Tracings             |         | 4:05  |
| 12. | Sleep Deprivation           |         | 0:37  |
| 13. | The Insomniac               |         | 3:57  |
| 14. | Amnesia                     |         | 2:25  |
| 15. | Adenosine Breakdown         |         | 3:11  |
| 16. | Adenosine Buildup           |         | 3:11  |

Tous les morceaux ont été écrits par Blotted Science. Adenosine Buildup est une version jouée de manière rétrogradée de Adenosine Breakdown.

## Composition du groupe
- Ron Jarzombek - Guitares.
- Alex Webster - Basse.
- Charlie Zeleny (en) - Batterie.